# Dar'ja Kulagina
Dar'ja Alekseevna Kulagina (in russo Дарья Алексеевна Кулагина?; Mosca, 3 marzo 1999) è una nuotatrice artistica russa naturalizzata bielorussa.

## Palmarès
- Giochi europei

Baku 2015: oro nel duo, nel libero combinato e nella gara a squadre.